# Exposición del Mundo Portugués

Bandera de la Exposición.

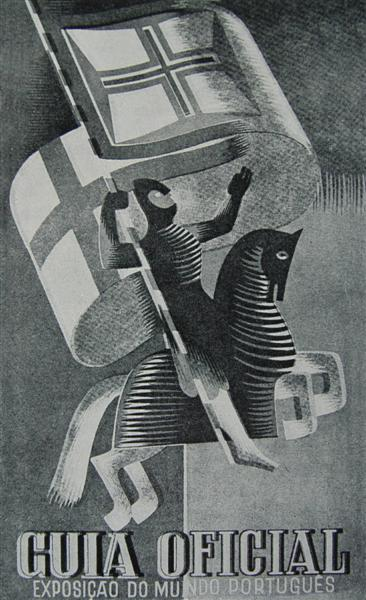
Logotipo oficial de la Exposición.

La Exposición del Mundo Portugués (Exposição do Mundo Português) (23 de junio — 2 de diciembre de 1940) fue un evento realizado en Lisboa en la época del Estado Novo, con el propósito de conmemorar simultáneamente las fechas del origen de Portugal en (1140) y de la Independencia de Portugal en (1640), constituyó la mayor en su género realizada en Portugal hasta la Expo 98.

## Historia
La exposición fue inaugurada el 23 de junio de 1940 por el Jefe del Estado portugués, António Óscar de Fragoso Carmona, acompañado por el presidente del Consejo, Oliveira Salazar y por el entonces ministro de Obras Públicas del país, Duarte Pacheco.
Los responsables de tal evento fueron Augusto de Castro (Comisario General), Sá e Melo (Comisario General adjunto), José Leitão de Barros (Secretario General) y Cottinelli Telmo (Arquitecto Jefe), incluía pabellones temáticos relacionados con la historia de Portugal, sus actividades económicas, culturales, regiones y territorios de ultramar. También había un pabellón de Brasil, único país extranjero invitado.
El evento trajo consigo una completa renovación urbana de la zona occidental de Lisboa. La plaza central dio lugar a la Praça do Império, una de las mayores de Europa. La mayoría de las construcciones fueron demolidas a su finalización, permaneciendo solo algunas como los actuales Museu de Arte Popular y el Monumento a los Descubrimientos (reconstrucción sobre un original de madera). La exposición llevó pareja la construcción de otras infraestructuras de apoyo como el Aeropuerto de Portela-Lisboa.
Situada entre a margen derecha del río Tajo y el Monasterio de los Jerónimos de Belém, ocupaba cerca de 560.000 m². Centrada sobre el enorme cuadrilátero que era la Praça do Império, ésta estaba comprendida lateralmente por dos grandes pabellones, longitudinales y perpendiculares al Monasterio: el Pabellón de Honor y de Lisboa (de Luís Cristino da Silva), y en el otro lado, el Pabellón de los portugueses en el mundo (obra del mismo arquitecto).
Cerca del río, atravesando la línea de ferrocarril a través de una pasarela monumental (La Porta da Fundação), se ubicaba la Sección Histórica, (Pabellón de Origen y Conquista, Pab. de la Independencia, Pab. de los Descubrimientos y la Esfera de los Descubrimientos). De otro lado estaba el Pab. de Fundación, el Pab. de Brasil, y el Pab. de la Colonización. Atravesando el barrio Comercial e Industrial, se llegaba cerca de los Jerónimos, en la entrada de la Sección Colonial. En la parte opuesta había un parque de atracciones, y bajando en dirección al río se encontraba la sección de Etnografía Metropolitana, con el centro regional que contenía representaciones de las Aldeas Portuguesas y los Pabellones de la Vida Popular. Detrás de estos últimos pabellones estaba el Jardín de los Poetas y el parque infantil.
De todas estas obras, algunas se destacarán y perdurarán en la memoria actual, como el Pabellón de Honor y de Lisboa que recibió las mejores opiniones de la crítica. Con 150 metros de longitud por 19 de altura, y con su torre de 50 metros, este pabellón demostraba perfectamente el ideal arquitectónico que preconizaba el Estado Novo, tal como los otros regímenes totalitarios que había en Europa. 
El Monumento a los Descubrimientos, fruto de los trabajos de Cottinelli y de Leopoldo de Almeida, mostraba la verdadera importancia de los descubrimientos en la Historia portuguesa. Constituido por diversas figuras históricas, el Infante D. Henrique se mostraba en su proa, como timonero de todo el proyecto expansionista portugués. De hecho, el modelo original, construido en yeso sobre un esqueleto de madera, fue desmantelado, pero como la figura caló tanto en la sociedad portuguesa, el monumento fue reconstruido en 1965, esta vez en piedra, y hoy permanece en las orillas del Tajo.
El barco Portugal fue también una magnífica reconstrucción del pasado. Un hecho curioso es que aunque denominada «barco», esta embarcación en realidad era la réplica de un galeón de la India del siglo XVII. Construida en los astilleros de Aveiro, marchó por primera vez con destino a Lisboa en julio – siendo la inauguración solemne el 8 de septiembre. Sin embargo, debido al mal manejo del galeón, se hundió de lado pocos minutos después de la salida. Con grandes esfuerzos para poder volverlo a su posición, acabó siendo manejada por marineros británicos bajo la capitanía del comandante Spencer.
Se clausuró el 2 de diciembre, la exposición recibió cerca de 3 millones de visitantes, constituyendo el evento cultural más importante del régimen – régimen que sufriría su primera crisis política cuatro años más tarde, con el fin de la Segunda Guerra Mundial y con la derrota de los regímenes de Hitler y de Mussolini.
- Wikimedia Commons alberga una categoría multimedia sobre Exposición del Mundo Portugués.